# Шермухамедова, Нигинахон Арслоновна
Нигинахон Арслоновна Шермухамедова (род. 26 марта 1962 года в Каракульском районе Бухарской области УзССР) — узбекский учёный, философ и педагог и активный участник международных конференций и симпозиумов. Доктор философских наук, заведующая кафедрой «Философии и основы духовности» факультета социальных наук Национального университета Узбекистана имени Мирзо Улугбека. Почётный член Президиума Российского философского общества, председатель Узбекистанского отделения РФО., член Президиума общества дружбы Узбекистан-Азарбайджан.
Главный редактор международного журнала «Философия и жизнь», член редколлегии 6 международных научных журналов, таких как «Адам Алами» («Мир человека»), «Ал Фараби» (Казахстан), «Историческая психология и социология истории» (Россия), «Вестник РФО») и другие.
Участник 22-го Всемирного Философского Конгресса в Сеуле — (Республика Корея, 2008), 23-го Всемирного философского Конгресса в Афинах — (Греция, 2013), 24-го Всемирного философского конгресса в Пекине — (Китай, 2018). В настоящее время заведующая кафедрой «Философии и основы духовности» а также преподаватель по специальным дисциплинам «Онтология и теории познание», «Философия образование», «Философия техники» и «Философия науки» в Национальном университете Узбекистана. Защитила кандидатскую диссертации на тему «Влияние диалектико-материалистического мировоззрения на стиль мышления ученого» (1988)., докторскую диссертация на тему «Социально философские аспекты формирования стиля мышления ученого» (2002). 26 марта 2022 г. в Национальном Университета Узбекистана имени М. Улугбек проведена международная конференция «Перспективы обеспечения соотношения образования и воспитания в Евразийском пространстве» посвящённая 60-летному юбилею и 40-летней творческой-педагогической деятельности профессора Нигины Шермухамедовой.

## Семья
Отец — Арслон Шермухамедов -  второй секретарь Каракульского райкома Бухарской области, в настоящее время пенсионер.
Дочь - Бабаева Асаль Бахрамовна - главный специалист отдела работы спецшколами министерства народного образования Республика Узбекистан, магистрантка 2 курса универсиетета журналистики Узбекистан.
Сын - Назаров Хондамир  студент 1 курса филиал Университета  Экономики имени Плеханова в городе Ташкент.
Дядя — Саид Шермухамедов  Академик академии наук Республики Узбекистан, заслуженный деятель науки, доктор философских наук, профессор.

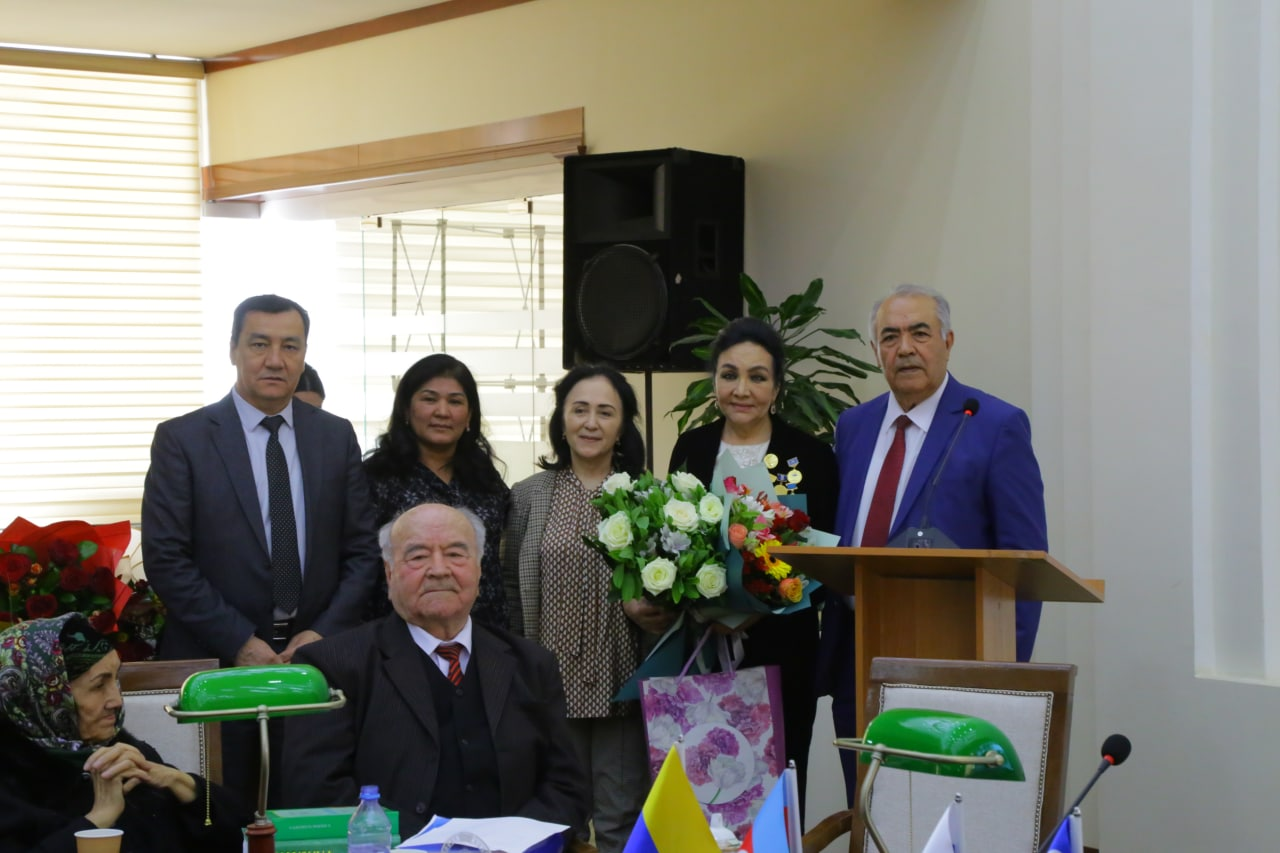
Нигина Шермухамедова. 25 март, 2022 г. (с лева четвёртый)

## Работы
Известна в основном своими работами по методологии науки, философии науки, эпистемологии и философии образования. Она автор 20 учебников для направления бакалавриата и специальности магистратуры Философия, 5 из них  получили дипломы 1, 2, 3 степени, а также поощрительные призы  на  конкурсе "Лучший учебник и учебная литература года" Республики Узбекистан, 300 статей, 2 монографий и 4 монографий в соавторстве с международным научным сообществом. Ее учебник «Фалсафа» («Философия») для студентов бакалавриата используется  в качестве общего учебника  для студентов бакалавриата философии в Узбекистане. Н.Шермухамедова обладатель 16 лицензий  и выданных для публикации учебной литературы, 2 из них в соавторстве, 3 патентов в соавторстве.

### Список опубликованных работ
1. Action document for inter-cultural and inter-ethnic dialogue | [Documento de acción para el diálogo intercultural e interétnico].[19]

### Активность

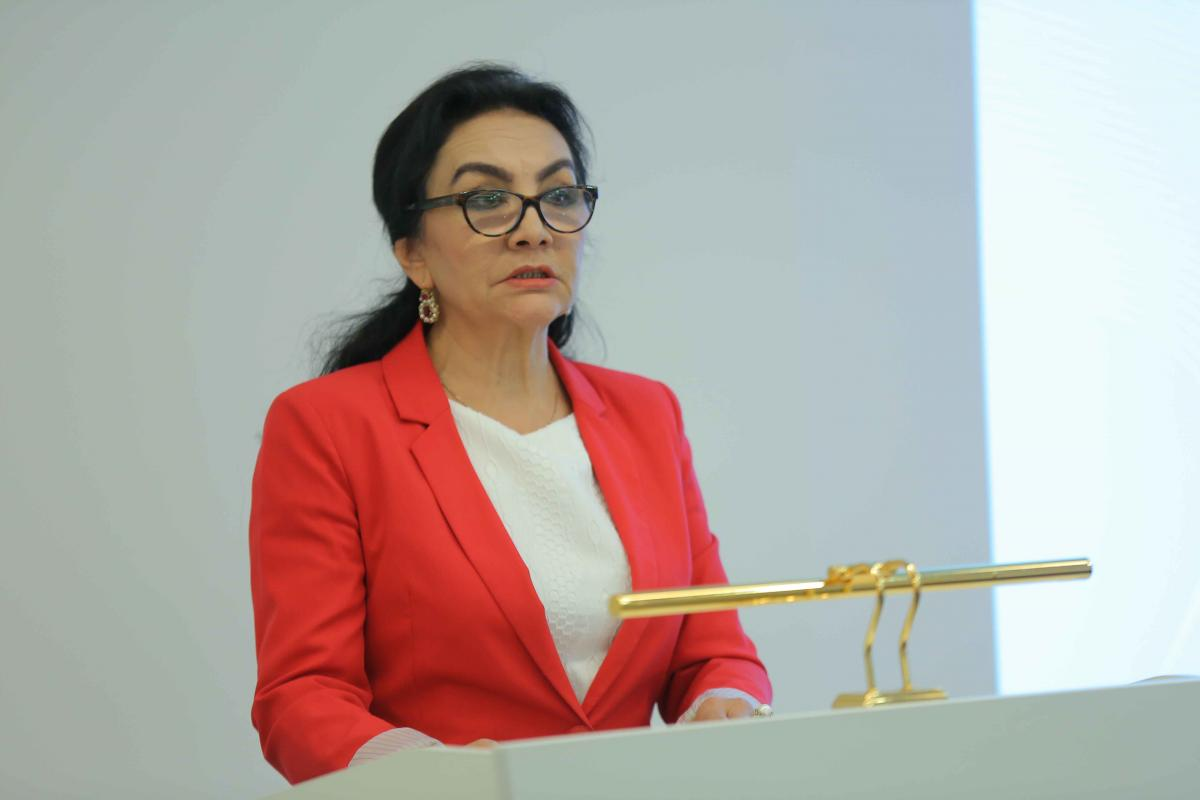
Шермухамедова Нигинахон выступает на Международном круглом столе «Региональное сотрудничество — ключ к стабильности в Центральной Азии» в Библиотеке Первого Президента Республики Казахстан - Эльбасы. 6 июня 2018 года, Астана, Казахстан.

Профессор Нигина Шермухамедова считается одним из ведущих философов в Узбекистане и странах СНГ в целом,  активно принимает участие в обсуждениях реформ как системы образования так и политической и социальной жизни общества.  Основатель научной школы "Философия и методология науки", "Онтологии и теории  познания " научный руководитель 12 учеников. Н.Шермухамедова является член Президиума Узбекистанского  Азербайджанского общества дружбы и член Узбекского этнокультурного центра в Астане (Казахстан).
Профессор Нигина Шермухамедова принимала активное участие в проводимых мероприятиях в Казахстане посвященных 1150 летию аль-Фараби, в частности выступила на пленарном заседании в онлайн конференции на тему "Жизнь и творчество аль Фараби" Алматы 2020 год 14-15 май.
Профессор Н.Шермухамедова выступила на пленарном заседании в онлайн-конференции «Жизнь и творчество Хайруллаева и Кобесова», проведенный центром «Аль-Фараби" при  Казахском Национальном университете в Алматы, Казахстан, 8 декабря 2020 года.
Профессор Н.Шермухамедова выступила на пленарном заседание  на международной конференции на тему "Современный мир и право" посвященной 75 лет ОНН проводимый Башкирским университетом Башкирия, Россия.
Профессор Н.Шермухамедова  выступила  на пленарном  заседание в онлайн конференции  на тему "Культура образование и наука в системе конституционных прав и свобод" проведенный центром публично правовых исследований Узбекистан и фондом Конрад Аденауэр 7-8 декабря 2020 года в Ташкент, Узбекистан.
Она является организатором международной научной онлайн конференции  на тему " Современные парадигмальные проблемы образования в Евразийском пространстве" 29 мая 2020 года г. Ташкент, а также международной научно-практической онлайн-конференции "Глобальное партнерство как условие и гарантия стабильного развития" которая состоялась в 23-24 октября 2020 года, в городе Ташкенте. Можно сказать, что все эти усилия отразились на включении Национального университета Узбекистана в международных рейтингов вузов.
Профессор Шермухамедова приняла участия в онлайн презентации, посвященного книгу азербайджанского публициста, историка Теймура Атаева "Феномен Амира Тимура". Ее рецензия на книгу была сосредоточена на личных аспектах личности Амира Темура, а не на внешних, более известных.
Вместе с тем, если в первой части автор рассматривает фигуру Амир Темура в качестве основателя новой государственности, во второй он предпринимает усилия по разгадыванию характера Тимура. А уже в третьей части Т. Атаев затрагивает аспект отражения его образа в искусстве, в частности, в новом звучании прислушиваясь к строкам американского писателя Эдгара (Аллан) По.Шермухамедова Нигина